# Surface labourable
La surface labourable est une donnée statistique, qui correspond aux surfaces plantées en céréales, oléagineux, protéagineux, et autres plantes industrielles, légumes de plein champ, cultures maraîchères et florales, cultures fourragères, les jachères, ainsi que les jardins familiaux des exploitants.